# Karin Thürig
Karin Thürig (* 4. Juli 1972 in Rothenburg) ist eine ehemalige Schweizer Radsportlerin, Duathletin und Triathletin. Sie ist mehrfache Ironman-Siegerin und gewann die Ironman 70.3 European Championship (2011). Sie wird in der Bestenliste Schweizer Triathletinnen auf der Ironman-Distanz geführt.

## Werdegang
Bis 1997 war Karin Thürig Volleyballspielerin und spielte beim BTV Luzern in der Nationalliga B (zweithöchste Liga). Ausserdem liess sie sich berufsbegleitend zur Aerobic- und Fitnessinstruktorin ausbilden.

### Weltmeisterin Duathlon 2001 und 2002
Mit 25 Jahren wechselte Thürig die Sportart und wurde Duathletin. Sie konnte sich sofort an die Weltspitze setzen und wurde zweimal Weltmeisterin (2001 und 2002). Da Duathlon keine olympische Sportart war, wechselte sie 2001 erneut die Sportart und wandte sich dem Radsport zu, einer Teildisziplin des Duathlons.
2002 wurde Karin Thürig bei den Strassen-Weltmeisterschaften in Zolder Dritte im Einzelzeitfahren, und sie gewann im Triathlon den Ironman France.

### Olympische Spiele 2004
2004 wurde sie Achte der 17. Thüringen-Rundfahrt. Bei den Olympischen Spielen in Athen gewann sie im Einzelzeitfahren die Bronzemedaille. Einen Monat später wurde sie in Verona Weltmeisterin im Zeitfahren.
Ende März 2005 gewann Thürig bei der Bahnrad-WM in Los Angeles die Bronzemedaille in der 3000-Meter-Einerverfolgung, nachdem sie sich erst einige Tage zuvor für eine Teilnahme entschieden hatte. Ende September 2005 wurde sie in Madrid erneut Weltmeisterin im Zeitfahren.

### Olympische Spiele 2008
2008 verteidigte sie bei den Olympischen Spielen in Peking ihre Bronzemedaille erfolgreich.

Viermal – 2004, 2006, 2007 und 2008 – gewann sie den Chrono Champenois und hält damit gemeinsam mit Jeannie Longo-Ciprelli den dortigen Rekord.
Nach zwei Jahren Konzentration auf den Radsport erklärte Karin Thürig im September 2009 nach einem neunten Rang bei der Radweltmeisterschaft in Mendrisio ihren Rücktritt vom Radsport und stieg wieder im Triathlon ein.

### Siegerin Ironman 70.3 European Championship 2011
Im Mai 2011 holte sie sich im österreichischen St. Pölten als erste Schweizer Athletin den Sieg auf der Mitteldistanz, und im August 2011 gewann Karin Thürig in Wiesbaden die Ironman 70.3 European Championship. Im September wurde sie Zweite bei der Ironman 70.3 World Championship.
Im Oktober 2011 erklärte sie nach ihrem Start beim Ironman Hawaii ihren Rücktritt vom Profisport.

## Auszeichnungen
- Zentralschweizer Sportlerin 2001, 2002, 2004, 2005
- Schweizer Sportlerin des Jahres 2004

## Sportliche Erfolge
| Datum/Jahr    | Rang | Wettbewerb                          | Austragungsort   | Zeit     | Bemerkung                                                          |
| ------------- | ---- | ----------------------------------- | ---------------- | -------- | ------------------------------------------------------------------ |
| 11. Sep. 2011 | 2    | Ironman 70.3 World Championship     | Henderson        | 04:26:52 |                                                                    |
| 14. Aug. 2011 | 1    | Ironman 70.3 Germany                | Wiesbaden        | 04:45:47 | Ironman 70.3 European Championship                                 |
| 5. Juni 2011  | 2    | Ironman 70.3 Switzerland            | Rapperswil-Jona  | 04:18:31 |                                                                    |
| 22. Mai 2011  | 1    | Ironman 70.3 Austria                | St. Pölten       | 04:20:34 | [ 4 ]                                                              |
| 10. Apr. 2011 | 3    | Ironman 70.3 Texas                  | Galveston Island | 04:10:30 |                                                                    |
| 29. Aug. 2010 | 2    | Uster Nationaler Triathlon          | Uster            |          | über die olympische Distanz hinter Nicole Hofer                    |
| 6. Juni 2010  | 3    | Ironman 70.3 Switzerland            | Rapperswil-Jona  | 04:29:09 | hinter der Siegerin Caroline Steffen                               |
| 30. Mai 2010  | 3    | Ironman 70.3 Austria                | St. Pölten       | 04:21:34 |                                                                    |
| 25. Apr. 2010 | 5    | Ironman 70.3 Texas                  | Galveston Island | 04:22:20 | [ 7 ]                                                              |
| 14. Nov. 2009 | 9    | Ironman 70.3 World Championship     | Clearwater       | 04:15:04 |                                                                    |
| 7. Juni 2009  | 3    | Ironman 70.3 Switzerland            | Zürich           | 04:35:02 |                                                                    |
| 24. Juni 2007 | 2    | Ironman 70.3 Switzerland            | Zürich           |          |                                                                    |
| 3. Sep. 2006  | 1    | Ironman 70.3 Monaco                 | Monaco           | 04:41:37 | Sieg vor Michelle Dillon                                           |
| 2002          | 3    | Schweizer Meisterschaften Triathlon | Schwarzsee       | 02:05:54 | Karin Thürig wird Dritte hinter Nicola Spirig und Natascha Badmann |

| Datum/Jahr    | Rang | Wettbewerb          | Austragungsort    | Zeit     | Bemerkung |
| ------------- | ---- | ------------------- | ----------------- | -------- | --- |
| 8. Okt. 2011  | 6    | Ironman Hawaii      | Hawaii            | 09:15:00 | mit der schnellsten Radzeit (4:44:20 Stunden) bei der Ironman World Championship                               |
| 10. Juli 2011 | 1    | Ironman Switzerland | Zürich            | 09:03:26 | |
| 9. Okt. 2010  | 6    | Ironman Hawaii      | Hawaii            | 09:22:48 | Sechste bei der Ironman World Championship                                                                     |
| 25. Juli 2010 | 1    | Ironman Switzerland | Zürich            | 09:00:04 | Siegerin mit neuem Streckenrekord und persönlicher Ironman-Bestzeit                                            |
| 20. Mai 2006  | 1    | Ironman Lanzarote   | Puerto del Carmen |          | |
| 17. Juli 2005 | 1    | Ironman Switzerland | Zürich            | 09:10:54 | Sieg und neuer Frauen-Streckenrekord mit fast 34 Minuten Vorsprung auf die Polin Ewa Dederko (9:44:38 Stunden) |
| 18. Okt. 2003 | 6    | Ironman Hawaii      | Hawaii            | 09:26:28 | [ 9 ] |
| 16. Okt. 2002 | 8    | Ironman Hawaii      | Hawaii            | 09:42:08 | |
| 2002          | 1    | Ironman France      | Gérardmer         | 09:44:58 | |

| Datum/Jahr    | Rang | Wettbewerb                                        | Austragungsort | Zeit        | Bemerkung |
| ------------- | ---- | ------------------------------------------------- | -------------- | ----------- | --- |
| 2003          | 1    | Schweizer Duathlon-Meisterschaften                | Lausanne       |             | |
| 18. Aug. 2002 | 1    | ITU Duathlon Long Distance World Championships    | Weyer          | 03:31:34    | Duathlon-Weltmeisterschaft                                                                                    |
| 25. Mai 2002  | 4    | ETU European Duathlon Championships               | Zeitz          | 02:04:14,06 | Duathlon-Europameisterschaft                                                                                  |
| 2002          | 1    | Schweizer Duathlon-Meisterschaften                | Wald           |             | |
| 2002          | 1    | Powerman Zofingen                                 | Zofingen       |             | Duathlon-Weltmeisterin auf der Langdistanz (Erster Lauf 10 km, Radstrecke 150 km und zweiter Lauf 30 km)      |
| 9. Sep. 2001  | 1    | ITU Duathlon Long Distance World Championships    | Venray         | 03:00:53    | Duathlon-Weltmeisterschaft auf der Langstrecke (15 km Laufen, 60 km Radfahren und erneut 7,5 km Laufen)       |
| 3. Juni 2001  | 2    | Powerman Austria                                  | Weyer          |             | |
| 2001          | 1    | Powerman Zofingen                                 | Zofingen       |             | Duathlon-Weltmeisterin auf der Langdistanz vor der Ungarin Erika Csomor und der Schweizerin Ariane Schumacher |
| 11. Nov. 2000 | 4    | Powerman Duathlon Long Course World Championships | Pretoria       | 02:59:53    | |

| Datum/Jahr    | Rang | Wettbewerb                            | Austragungsort | Zeit     | Bemerkung                              |
| ------------- | ---- | ------------------------------------- | -------------- | -------- | -------------------------------------- |
| 23. Sep. 2009 | 9    | UCI-Strassen-Weltmeisterschaften 2009 | Mendrisio      |          | Einzelzeitfahren (26,8 km)             |
| 2009          | 1    | Schweizer Strassen-Radmeisterschaften | Nyon           |          |                                        |
| 10. Aug. 2008 | 3    | Olympische Spiele 2008                | Peking         |          | Einzelzeitfahren (23,5 km)             |
| 2008          | 1    | Schweizer Strassen-Radmeisterschaften | Messen         |          |                                        |
| 2007          | 1    | Schweizer Strassen-Radmeisterschaften | Brugg          |          |                                        |
| 2006          | 2    | UCI-Strassen-Weltmeisterschaften 2006 | Salzburg       | 35:30    | Einzelzeitfahren (26,12 km)            |
| 2006          | 1    | Schweizer Strassen-Radmeisterschaften | Aarau          |          |                                        |
| 2005          | 1    | UCI-Strassen-Weltmeisterschaften 2005 | Madrid         | 28:51,08 | Weltmeisterin Einzelzeitfahren (22 km) |
| 2005          | 1    | Schweizer Strassen-Radmeisterschaften | Cham           |          |                                        |
| 2004          | 1    | UCI-Strassen-Weltmeisterschaften 2004 | Verona         | 30:53,65 | Weltmeisterin Einzelzeitfahren (24 km) |
| 18. Aug. 2004 | 3    | Olympische Spiele 2004                | Athen          | 31:54,89 | Einzelzeitfahren (24 km)               |
| 2004          | 1    | Schweizer Strassen-Radmeisterschaften | Pfaffnau       |          |                                        |
| 2002          | 1    | Schweizer Strassen-Radmeisterschaften | Elgg           |          |                                        |
| 2002          | 3    | UCI-Strassen-Weltmeisterschaften 2002 | Heusden-Zolder | 30:18,3  | Einzelzeitfahren (23 km)               |

| Datum/Jahr    | Rang | Wettbewerb        | Austragungsort | Zeit      | Bemerkung                   |
| ------------- | ---- | ----------------- | -------------- | --------- | --------------------------- |
| 12. Aug. 2004 | 5    | Olympische Spiele | Athen          | 03:34,831 | Einerverfolgung über 3000 m |

(DNF – Did Not Finish)
- Gesamt-Weltcupsiegerin Triathlon 2001, 2002
- Siegerin Weltcuprennen (Bahn) 2003, 2004